# 8713 Azusa
A 8713 Azusa (ideiglenes jelöléssel 1995 BT2) a Naprendszer kisbolygóövében található aszteroida. Endate Kin és Vatanabe Kazuró fedezte fel 1995. január 26-án.